# فضل (اسم)
فضل هو اسم علم مذكر ومؤنث من أصل عربي، ومعناه هو الزيادة البقية الإحسان الغلبة ب المكارم وكان القدماء يسمون بناتهم وإماءهم بهذا الاسم مثل فضل جارية المتوكل (ت 257هـ) كما يسمون به ذكورهم مثل الفضل بن ربيع (ت 208هـ) وزير الرشيد بعد البرامكة.

## شخصيات تحمل الاسم
- فضل الرحمن (فيلسوف باكستاني، 21 سبتمبر 1919[3] – 26 يوليو 1988)
- فضل الرحمن خان (مهندس معماري بنغلاديشي، 3 أبريل 1929[4][5] – 27 مارس 1982[4][5])
- فضل الله النوري (سياسي إيراني، 27 نوفمبر 1843 – 31 يوليو 1909)
- فضل الله زاهدي (1897[6] – 2 سبتمبر 1963)
- فضل الله نعيمي الاسترآبادي (1340[7] – 1401[8])
- فضل المطيع لله (914 – سبتمبر 974)
- فضل إلهي شودري (سياسي باكستاني، 1904 – 2 يونيو 1982)
- فضل بن حسن الطبرسي (1073 – 1153[9][10])
- فضل بن سهل السرخسي (770 – 13 فبراير 818)
- فضل شاكر (فنان فلسطيني-لبناني، 1 أبريل 1969 – )

## وصلات خارجية
- موسوعة السلطان قابوس لأسماء العرب نسخة محفوظة 5 أبريل 2019 على موقع واي باك مشين.